# Volby do České národní rady 1992
Volby do České národní rady 1992 se uskutečnily v pátek 5. června od 14:00 do 22:00 a sobotu 6. června od 8:00 do 14:00. O 200 míst v České národní radě se ucházelo 42 stran a hnutí. V tutéž dobu probíhaly i analogické volby na Slovensku, jejichž odlišný výsledek předurčil zánik Československa.
Ve volbách zvítězila koalice ODS a KDS pod vedením Václava Klause, která poté sestavila vládu společně s KDU-ČSL a ODA. Po rozdělení federace byla Česká národní rada transformována na Poslaneckou sněmovnu Parlamentu České republiky. Ta prošla za celé volební období mnohými změnami ve struktuře poslaneckých klubů.
Hlasování se zúčastnilo 85,08 % oprávněných voličů, z nichž 98,44 % (6 473 250) hlasovalo platně.

## Výsledky

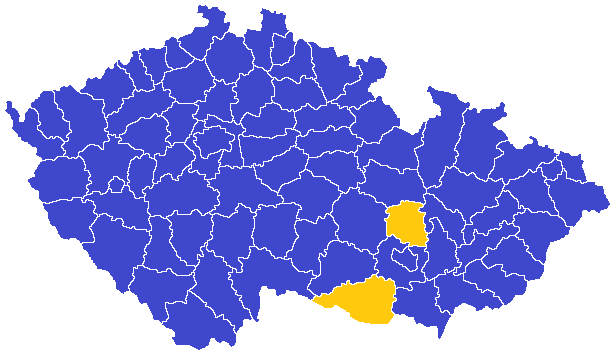
Mapa výsledků podle okresů
ODS a KDS
HSD⁠-⁠SMS

|                        | ODS a KDS    | Levý blok             | ČSSD       | LSU             | KDU-ČSL                   | SPR-RSČ         | ODA         | HSD-SMS      |
| ---------------------- | ------------ | --------------------- | ---------- | --------------- | ------------------------- | --------------- | ----------- | ------------ |
| Volební lídr           | Václav Klaus | Jiří Svoboda          | Jiří Horák | František Trnka | Josef Lux                 | Miroslav Sládek | Jan Kalvoda | Jan Kryčer   |
| Hlasů                  | 1 924 483    | 909 490               | 422 736    | 421 988         | 406 341                   | 387 026         | 383 705     | 380 088      |
| Procent                | 29,73 % ▬    | 14,05 % ▲             | 6,53 % ▲   | 6,52 % ▬        | 6,28 % ▼                  | 5,98 % ▲        | 5,93 % ▬    | 5,87 % ▼     |
| Mandátů                | 76 ( - 48)   | 35 ( + 2)             | 16 ( + 16) | 16 ( + 16)      | 15 ( - 5 )                | 14 ( + 14 )     | 14 ( + 14 ) | 14 ( - 9 )   |
| Předchozí volby (1990) | nová strana  | 13,24 % (33) jako KSČ | 4,11 % (0) | SZV 4,11%       | 8,42 % (20) v koalici KDU | 1,00 % (0)      | v rámci OF  | 10,03 % (23) |
| Předchozí volby (1990) | nová strana  | 13,24 % (33) jako KSČ | 4,11 % (0) | SZ 4,10%        | 8,42 % (20) v koalici KDU | 1,00 % (0)      | v rámci OF  | 10,03 % (23) |
| Předchozí volby (1990) | nová strana  | 13,24 % (33) jako KSČ | 4,11 % (0) | ČSS 2,68%       | 8,42 % (20) v koalici KDU | 1,00 % (0)      | v rámci OF  | 10,03 % (23) |

### Celkové výsledky
|         |                                                                    |           |       |         |  |  |
| Subjekt | Subjekt                                                            | Hlasy     | Hlasy | Mandáty |  |  |
| Subjekt | Subjekt                                                            | Počet     | %     | Počet   |  |  |
|         | ODS a KDS                                                          | 1 924 483 | 29,73 | 76      |  |  |
|         | Levý blok                                                          | 909 490   | 14,05 | 35      |  |  |
|         | Československá sociální demokracie                                 | 422 736   | 6,53  | 16      |  |  |
|         | Liberálně sociální unie                                            | 421 988   | 6,52  | 16      |  |  |
|         | Křesťanská a demokratická unie – Československá strana lidová      | 406 341   | 6,28  | 15      |  |  |
|         | Sdružení pro republiku – Republikánská strana Československa       | 387 026   | 5,98  | 14      |  |  |
|         | Občanská demokratická aliance                                      | 383 705   | 5,93  | 14      |  |  |
|         | Hnutí za samosprávnou demokracii – Společnost pro Moravu a Slezsko | 380 088   | 5,87  | 14      |  |  |
|         | Občanské hnutí                                                     | 297 406   | 4,59  | 0       |  |  |
|         | Hnutí důchodců za životní jistoty                                  | 244 319   | 3,77  | 0       |  |  |
|         | Strana podnikatelů, živnostníků a rolníků                          | 203 654   | 3,15  | 0       |  |  |
|         | Klub angažovaných nestraníků                                       | 174 006   | 2,69  | 0       |  |  |
|         | Nezávislá iniciativa                                               | 88 823    | 1,37  | 0       |  |  |
|         | Strana přátel piva                                                 | 83 959    | 1,30  | 0       |  |  |
|         | Hnutí za sociální spravedlnost                                     | 69 621    | 1,08  | 0       |  |  |
|         | Demokraté 92 za společný stát                                      | 37 839    | 0,58  | 0       |  |  |
|         | Romská občanská iniciativa ČSFR                                    | 16 854    | 0,26  | 0       |  |  |
|         | Strana republikánské a národně demokratické jednoty                | 11 115    | 0,17  | 0       |  |  |
|         | Národně sociální strana - Československá strana národně sociální   | 9 797     | 0,15  | 0       |  |  |
| Celkem  | Celkem                                                             | 6 473 250 | 100   | 200     |  |  |

#### Rozdělení mandátů
V případě volebních koalic přísluší mandáty dané koalici, nikoliv navrhujícím stranám. Tabulka zobrazuje rozdělení mandátů bezprostředně po volbách. V případě zániku mandátu se poslancem stane další dle pořadí na příslušné kandidátce koalice, nikoliv tedy nutně kandidát dané strany.
| Strana | Strana                                                             | Mandáty | ±       |
| ------ | ------------------------------------------------------------------ | ------- | ------- |
|        | Občanská demokratická strana                                       | 66/200  | [ p 1 ] |
|        | Komunistická strana Čech a Moravy                                  | 33/200  | ▬0      |
|        | Československá sociální demokracie                                 | 16/200  | ▲16     |
|        | Křesťanská a demokratická unie – Československá strana lidová      | 15/200  | ▼1      |
|        | Sdružení pro republiku - Republikánská strana Československa       | 14/200  | ▲14     |
|        | Občanská demokratická aliance                                      | 14/200  | ▲3      |
|        | Hnutí za samosprávnou demokracii - Společnost pro Moravu a Slezsko | 14/200  | ▼9      |
|        | Křesťansko-demokratická strana                                     | 10/200  | ▲6      |
|        | Zemědělská strana                                                  | 8/200   | ▲8      |
|        | Československá strana socialistická                                | 5/200   | ▲5      |
|        | Strana zelených                                                    | 3/200   | ▲3      |
|        | Demokratická levice ČSFR                                           | 2/200   | ▲2      |

### Podrobné výsledky

#### Výsledky podle krajů (v procentech)[2]
Tabulka zahrnuje pouze subjekty, které získaly více než 2% hlasů.
|                     | ODS a KDS | LB    | ČSSD | LSU  | KDU-ČSL | SPR-RSČ | ODA   | HSD-SMS | OH   | HDŽJ | SČPŽR | KAN  |
| ------------------- | --------- | ----- | ---- | ---- | ------- | ------- | ----- | ------- | ---- | ---- | ----- | ---- |
| Praha               | 41,05     | 11,55 | 5,14 | 3,44 | 2,80    | 3,11    | 11,46 | 0,41    | 8,27 | 3,18 | 2,37  | 3,98 |
| Středočeský kraj    | 27,84     | 15,76 | 6,82 | 8,30 | 3,80    | 5,03    | 11,73 | 0,34    | 3,85 | 4,43 | 4,00  | 2,58 |
| Jihočeský kraj      | 30,52     | 13,78 | 8,03 | 9,75 | 6,40    | 7,15    | 3,60  | 0,54    | 4,93 | 3,45 | 4,05  | 3,40 |
| Západočeský kraj    | 31,40     | 14,44 | 8,78 | 8,32 | 3,40    | 5,73    | 5,12  | 0,35    | 5,72 | 4,91 | 3,58  | 3,18 |
| Severočeský kraj    | 30,15     | 15,36 | 7,97 | 7,04 | 1,82    | 10,58   | 5,29  | 0,27    | 3,96 | 5,27 | 3,62  | 2,53 |
| Východočeský kraj   | 30,34     | 12,55 | 7,20 | 9,15 | 7,24    | 5,46    | 5,32  | 0,81    | 5,24 | 3,57 | 3,45  | 3,77 |
| Jihomoravský kraj   | 23,87     | 13,99 | 4,56 | 5,75 | 11,71   | 6,27    | 3,32  | 16,19   | 3,10 | 2,99 | 2,65  | 1,64 |
| Severomoravský kraj | 28,34     | 14,90 | 6,56 | 4,10 | 7,17    | 5,45    | 3,73  | 12,60   | 3,61 | 3,50 | 2,64  | 1,93 |

#### Mapy výsledků
Mapy výsledků osmi subjektů, které se dostaly do nové sněmovny.

ODS a KDS
Levý blok
ČSSD
LSU
KDU-ČSL
SPR-RSČ
ODA
HSD-SMS

## Kandidující subjekty
Do Poslanecké sněmovny kandidovaly tyto subjekty, podle abecedy:
| Název                                                              | Logo | Lídr            | Foto | Poznámka |
| ------------------------------------------------------------------ | ---- | --------------- | ---- | -------- |
| Československá sociální demokracie                                 |      | Jiří Horák      |      |          |
| Demokraté 92 za společný stát                                      |      |                 |      |          |
| Hnutí důchodců za životní jistoty                                  |      | Josef Koníček   |      |          |
| Hnutí za samosprávnou demokracii – Společnost pro Moravu a Slezsko |      | Jan Kryčer      |      |          |
| Hnutí za sociální spravedlnost                                     |      |                 |      |          |
| Klub angažovaných nestraníků                                       |      | Bohdan Dvořák   |      |          |
| Křesťanská a demokratická unie – Československá strana lidová      |      | Josef Lux       |      |          |
| Levý blok                                                          |      | Jiří Svoboda    |      |          |
| Liberálně sociální unie                                            |      | František Trnka |      |          |
| Národně sociální strana - Československá strana národně sociální   |      |                 |      |          |
| Nezávislá iniciativa                                               |      |                 |      |          |
| Občanská demokratická aliance                                      |      | Jan Kalvoda     |      |          |
| Občanské hnutí                                                     |      | Jiří Dienstbier |      |          |
| ODS a KDS                                                          |      | Václav Klaus    |      |          |
| Romská občanská iniciativa ČSFR                                    |      | Emil Ščuka      |      |          |
| Sdružení pro republiku – Republikánská strana Československa       |      | Miroslav Sládek |      |          |
| Strana československých podnikatelů, živnostníků a rolníků         |      | Rudolf Baránek  |      |          |
| Strana přátel piva                                                 |      |                 |      |          |
| Strana republikánské a národně demokratické jednoty                |      |                 |      |          |